# Horagai
Le horagai (法螺貝, horagai) est un instrument de musique traditionnel de la culture du Japon, semblable à la conque.

## Histoire
Le horogai apparaît au Japon au VIIIe siècle, lorsque se répand dans l'archipel, après la mort de son fondateur En no Gyōja, le shugendō, tradition spirituelle inspirée du bouddhisme ésotérique. Il est utilisé comme instrument d'accompagnement de danses rituelles et moyen de communication dans les montagnes par les yamabushi, ascètes montagnards adeptes du shugendō. Il constitue une adaptation locale d'un instrument — le shankha — utilisé en Inde par les ascètes adorateurs de Brahmā ou de Shiva et qui a suivi le chemin de propagation du bouddhisme des rives du Gange aux pentes du mont Hiko dans l'île de Kyūshū, en passant par le Tibet et la Chine.
À l'époque de Muromachi (1333-1573), le horagai fait son entrée sur les champs de bataille. Appelé jinkai, il est utilisé comme cor de guerre, associé aux taiko, afin de soutenir l'ardeur des troupes de samouraïs engagées au combat et rythmer la mise en place de tactiques militaires. Les seigneurs féodaux recrutent leurs joueurs de jinkai, les kaiyaku (貝役), parmi les yamabushi les plus expérimentés.

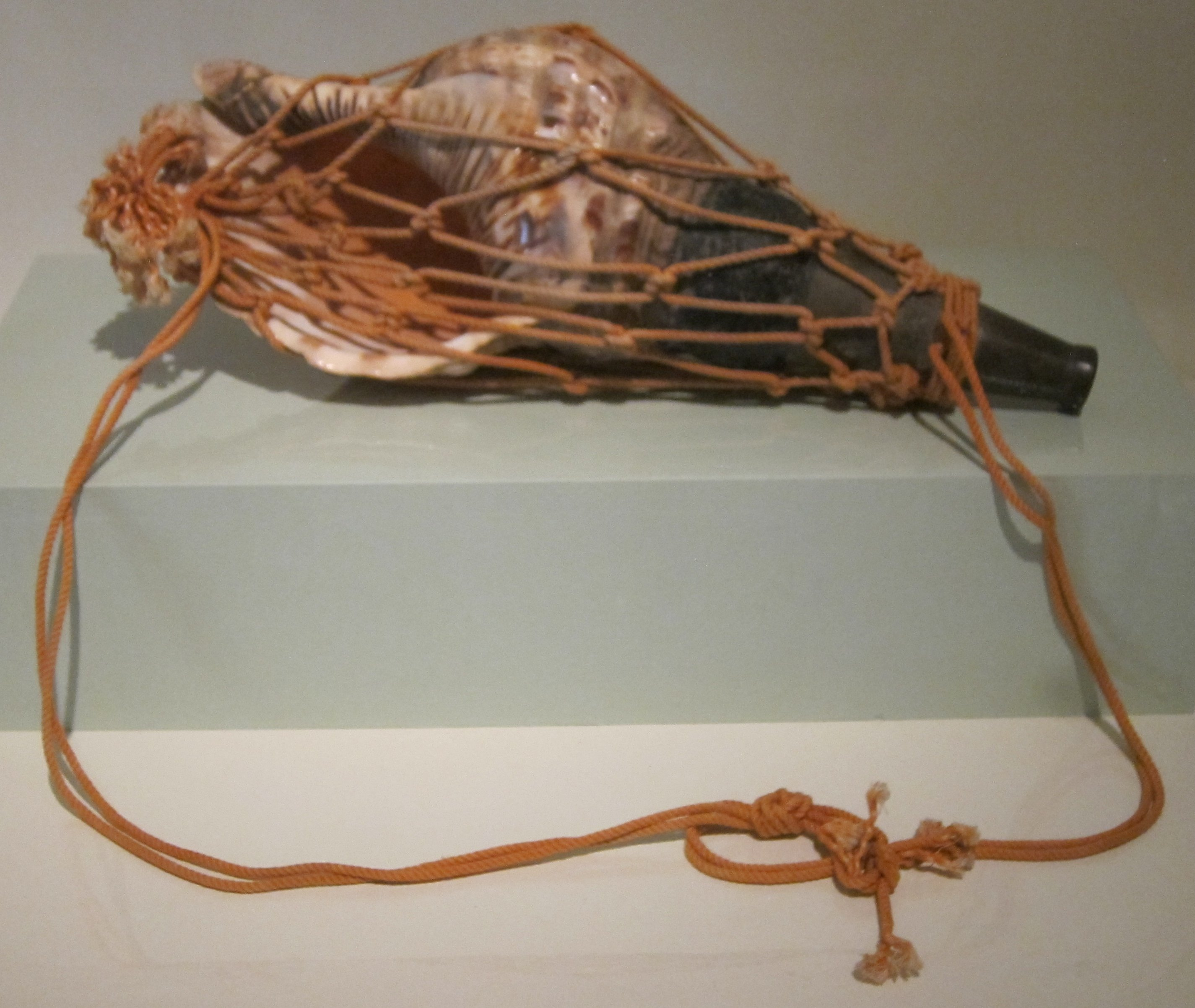
Filet de portage de horagai.

Au XXIe siècle, des orchestres de taiko et d'autres instruments, perpétuant une musique japonaise traditionnelle, intègrent une ou plusieurs conques japonaises.

## Facture
Le horagai est traditionnellement fabriqué à partir d'une coquille de Charonia tritonis (triton géant) pêché en mer et vidé de toute sa matière organique. L'apex de la coquille du mollusque est remplacé par une embouchure en bambou ou en métal — généralement du bronze.
L'instrument peut être orné de dessins gravés dans la coquille et est généralement entouré d'un filet de corde à grosses mailles.

## Jeu
Le horagai est un instrument à vent où le son est produit par vibration des lèvres dans son embouchure.